# Тед Нельсон
Теодо́р Голм Не́льсон (англ. Theodor Holm Nelson, народжений 1937 року) — американський соціолог, філософ та піонер інформаційних технологій. У 1963 році утворив термін «гіпертекст». За ним також визнають перше вживання таких слів, як «гіпермедія», «трансклюзія», «віртуальність», «теледильдоніка» тощо. Син акторки Селести Голм та телережисера Ральфа Нельсона.

## Робота
У 1960 роки Тед Нельсон заснував Проєкт Xanadu з метою створити комп'ютерну мережу з простим користувацьким інтерфейсом. Своє бачення «електронної літератури» він виклав у книжках Computer Lib/Dream Machines (1974) та Literary Machines (1981).
Тед Нельсон — автор концепції та терміну «гіпертекст».

## Освіта й відзнаки
1959 року Нельсон здобув титул бакалавра у філософії в Swarthmore College, в 1963 — магістра соціології у Гарварді. У 2002 році здобув докторат в Університеті Кейо в Токіо.
У 2001 його відзначено Орденом Мистецтв та літератури Франції. З 2004 року — позаштатний лектор в Оксфорді, провадить наукову діяльність у Oxford Internet Institute. Свій 70 день народження Тед Нельсон відзначив лекцією в Університеті Саутгемптона. 